# Victoria Reyes-García
Victoria Reyes-García (Barcelona, 1971) es una científica española, profesora en la Universidad Autónoma de Barcelona (UAB) y miembro de la Academia Nacional de Ciencias de los Estados Unidos.

## Biografía
Inició su formación universitaria en la Universidad Autónoma de Barcelona, donde se licenció en Historia en 1994. Un año después realizó un posgrado sobre estudios amazónicos, en la FLACSO, Ecuador, y en 1997 un máster en Desarrollo Sostenible en la Universidad Internacional de Andalucía. Se doctoró en Antropología en la Universidad de la Florida en 2001 y desde 2008 es profesora de Investigación ICREA en el Institut de Ciència i Tecnologia Ambientals (ICTA), de la Universidad Autónoma de Barcelona.

### Trayectoria profesional
En 1995 comenzó sus trabajos de investigación en las aldeas de los Andes y del Amazonas para estudiar las diferencias en la gestión de los recursos naturales entre hombres y mujeres. Desde 1999 hasta 2004 vivió entre los cazadores recolectores tsimane', un grupo indígena de la Amazonía boliviana, donde realizó una investigación sobre la transmisión del conocimiento de las plantas. En 2006 fundó el grupo de investigación del Laboratorio de Análisis de Sistemas Socioecológicos en un Mundo Global (LASEG), que coordinó hasta 2021, para promover la investigación sobre las relaciones dinámicas pueblo-entorno con el fin de comprender mejor cómo el conocimiento local e indígena puede contribuir a la sostenibilidad ambiental. Entre 2021 y 2024 coordinó un capítulo de la “Evaluación del Cambio Transformador” del IPBES con el objetivo de identificar factores y estrategias que puedan llevar a un cambio transformador para lograr un futuro justo y sostenible.
Es una de las cuatro personas científicas españolas que han participado en la elaboración del documento “Evaluación Global sobre la Biodiversidad” de la Plataforma Intergubernamental de Ciencia y Política sobre Biodiversidad y Servicios Ecosistémicos (IPBES), presentado en 2019 por la ONU en París. En este informe se advierte de que la crisis de la biodiversidad, con un millón de especies en riesgo de extinción, puede poner en peligro a la especie humana en cuestión de décadas.

#### Proyecto LICCI
Dirige un proyecto (LICCI), financiado por Consejo Europeo de Investigación, que tiene como objetivo conocer el impacto del cambio climático en 40 grupos indígenas y comunidades locales de todo el mundo que viven en lugares donde se concentran los recursos naturales y resultan inaccesibles para los científicos. Cuenta con un equipo interdisciplinario y una amplia red de colaboradores que engloba a investigadores, profesionales y público en general interesados en los sistemas de conocimiento indígenas y locales y el cambio climático.

#### Líneas de investigación
Su investigación abarca el estudio de las relaciones dinámicas entre los pueblos, la biota y el medio ambiente. Utiliza una perspectiva multidisciplinar (trabajando con ecólogos, economistas, psicólogos, agrónomos, arqueólogos e informáticos) y datos empíricos, recopilados principalmente entre los grupos indígenas y las comunidades locales, para analizar los efectos del cambio global en las sociedades rurales y las respuestas sociales a los problemas ambientales.
Sus áreas de investigación se centran en los indicadores locales del cambio climático; la participación pública en la documentación del conocimiento local; la naturaleza adaptativa del conocimiento ambiental local; los pueblos indígenas y el cambio cultural, y la participación local en la conservación de la biodiversidad, y en los efectos que la economía de mercado provoca en conocimiento local.

## Obra
Es autora de unos 200 artículos y tiene tres libros publicados. Entre ellos el titulado Cambio global, cambio local. La sociedad tsimane’ ante la globalización, obra en coautoría con Tomás Huanca, director de CBIDSI e investigador asociado de la Universidad de Brandeis (EEUU). Icaría Editorial, 2015. ISBN 9788498886245.
También contó su experiencia materna mientras trabajaba en su investigación en el Amazonas en “Mothering in the Field”, The Secret Lives of Anthropologists, (págs. 182-203), publicado en 2019 por Routledge. ISBN 9781138501867.

## Premios y reconocimientos
- 2020: obtiene la Medalla Narcís Monturiol al mérito científico y tecnológico, otorgada por la Generalidad de Cataluña.[13]
- 2021: es nombrada miembro de la Academia Nacional de Ciencias de los Estados Unidos, en reconocimiento a sus distinguidos y continuos logros en la investigación original.[11]
- 2022: ingresa como Miembro asociado a la Académie d’Agriculture de France (Section 7: Environment et territoire).[14]
- 2025: ‘Distinguished Alumna Award’ de la Universidad de Florida.[15]